# Saint-Julien-lès-Metz
Saint-Julien-lès-Metz ist eine französische Gemeinde mit 3562 Einwohnern (Stand 1. Januar 2022) im Département Moselle in der Region Grand Est (bis 2015 Lothringen). Sie gehört zum Arrondissement Metz. In Saint-Julien-lès-Metz befindet sich das Archiv des Départements (Archives départementales de la Moselle).

## Geographie
Saint-Julien-lès-Metz liegt an der Mosel, zwei Kilometer nordöstlich der Stadtmitte von Metz auf einer Höhe zwischen 162 und 275 m über dem Meeresspiegel. Das Gemeindegebiet umfasst 4,55 km².

## Geschichte
In einem lateinischen Text von 945 wurde auf den Ort als ad sanctum Julianum Bezug genommen. Die Ortschaft gehörte früher zum Bistum Metz.  In der Nähe ging die Römerstraße von Metz nach Trier vorbei; auf dem Gelände des Schlosses Grimont auf dem Gemeindegebiet waren 1869 beim Bau des Forts St. Julien einige römische Antiquitäten zum Vorschein gekommen.
Durch den Frankfurter Frieden vom 10. Mai 1871 kam die Region an Deutschland und das Dorf wurde dem Landkreis Metz im Bezirk Lothringen des Reichslandes Elsaß-Lothringen zugeordnet. Die Dorfbewohner betrieben Wein-, Obst- und Gemüseanbau.
Nach dem Ersten Weltkrieg musste die Region aufgrund der Bestimmungen des Versailler Vertrags 1919 an Frankreich abgetreten werden. Im Zweiten Weltkrieg war die Region von der deutschen Wehrmacht besetzt und stand unter deutscher Verwaltung. 
Der Ort trug 1915–1919 den eingedeutschten Namen Sankt Julian bei Metz,  von 1940 bis 1944 war er als Metz-Julian in die Stadt Metz eingemeindet.
Das Gemeindewappen zeigt einen stilisierten Fluss (die Mosel), einen Dreiberg (der Name der Gemeinde lautete Beaumont-sue-Moselle) und eine Eiche (erinnert an den Ort namens „Au Chêne“, an dem Saint Julien 1733 erbaut wurde) in den verwechselten Farben Silber und Schwarz der Stadt Metz, von der Saint Julien direkt abhängig war.

### Bevölkerungsentwicklung
| Jahr      | 1962 | 1968 | 1975 | 1982 | 1990 | 1999 | 2011 | 2019 |
| Einwohner | 2719 | 2678 | 2667 | 2990 | 2971 | 3134 | 2976 | 3373 |

### Fort Manteuffel (Fort Saint Julien)

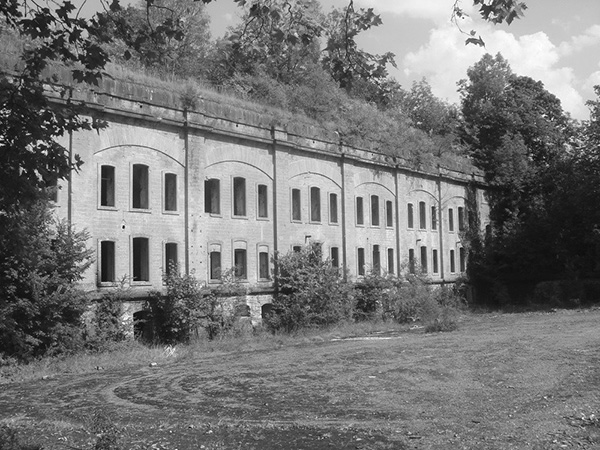
Ruine des Forts Manteuffel (Fort St. Julien, Aufnahme Februar 2022)

Dorf Saint Julien und Fort Manteuffel (Fort St. Julien), nordöstlich der Stadt Metz, auf einem Plan der Umgebung von Metz um 1900

Auf der Gemarkung der Gemeinde begann 1867 im Rahmen der Errichtung eines ersten Fortgürtels um die Festung Metz (Barrière de fer), dessen Planung hauptsächlich auf General Séré de Rivières zurückgeht, der Bau des Forts St. Julien. Nach dem Frankfurter Frieden von 1871 wurde die Feste durch kaiserlichen Erlass vom 1. September 1873 in Fort Manteuffel umbenannt und von deutschen Ingenieuren weiter ausgebaut. 

## Persönlichkeiten
- Ernst Adler (1898–1981), deutscher wissenschaftlicher Bibliothekar
- Augustin-Joseph Sépinski OFM (1900–1978), Generalminister der Franziskaner, Erzbischof und Diplomat

## Belege
1. ↑   Franz Xaver Kraus: Kunst und Alterthum in Elsass-Lothringen. Beschreibende Statistik. Band III: Kunst und Althertum in Lothringen, Friedrich Bull, Straßburg 1886, S. 240 (books.google.de).
2. 1 2  Eugen H. Th. Huhn: Deutsch-Lothringen. Landes-, Volks- und Ortskunde, Stuttgart 1875, S. 275 (google.books.de).
3. ↑  Franz Xaver Kraus: Kunst und Alterthum in Elsass-Lothringen. Beschreibende Statistik. Band III: Kunst und Althertum in Lothringen, Friedrich Bull, Straßburg 1886, S. 183–184 (books.google.de).
4. ↑  Wappenbeschreibung auf genealogie-lorraine.fr (französisch)
5. ↑  Karl Weber: Neue Gesetz- und Verordnungen-Sammlung für das Königreich Bayern mit Einschluß der Reichsgesetzgebung, Zehnter Band: 26. Mai 1873 bis 7. Juni 1975, Beck, Nördlingen 1889, S. 113 (books.google.de).